# Ranger 7

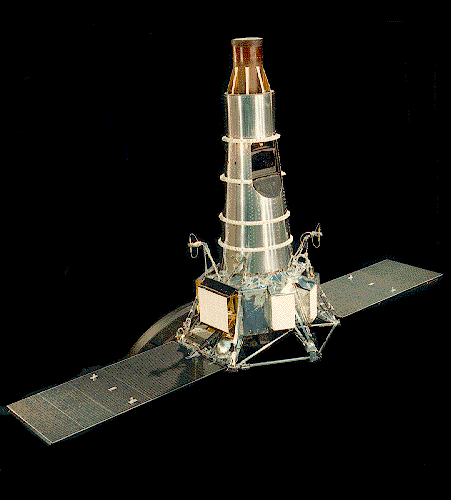
A sonda Ranger 7.

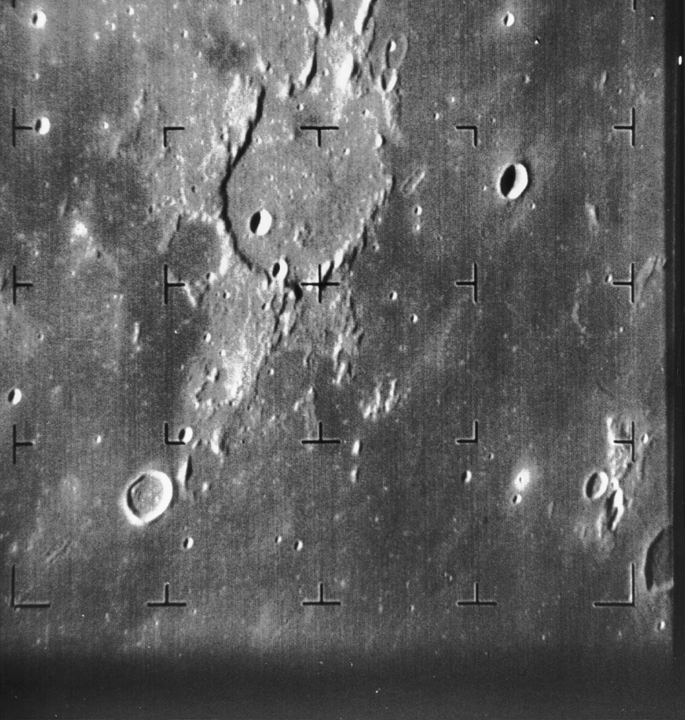
Foto do solo lunar tirado pela Ranger 7.

A Ranger 7, foi a primeira sonda espacial dos Estados Unidos a transmitir com sucesso imagens próximas da superfície lunar para a Terra. Foi também o primeiro voo totalmente bem-sucedido do programa Ranger. Lançado em 28 de julho de 1964, o Ranger 7 foi projetado para atingir uma trajetória de impacto lunar e transmitir fotografias de alta resolução da superfície lunar durante os minutos finais de voo até o impacto.
A espaçonave carregava seis câmeras de vidicon de televisão - duas de grande angular (canal F, câmeras A e B) e quatro de ângulo estreito (canal P) - para atingir esses objetivos. As câmeras foram organizadas em duas cadeias separadas, ou canais, cada uma independente com fontes de alimentação, temporizadores e transmissores separados para oferecer a maior confiabilidade e probabilidade de obter imagens de vídeo de alta qualidade. O Ranger 7 transmitiu mais de 4 300 fotos durante os 17 minutos finais de seu voo. Após 68,6 horas de voo, a espaçonave atingiu o solo lunar entre o Mare Nubium e o Oceanus Procellarum. Este local de pouso foi posteriormente denominado Mare Cognitum. A velocidade no impacto foi de 1,62 milhas por segundo, e o desempenho da espaçonave superou as esperanças. Nenhum outro experimento foi realizado na espaçonave.